# Toru Kamikawa
Toru Kamikawa (Japonês: 上川徹 Kamikawa Tōru, 8 de junho de 1963) é um ex-[[árbitro de futebol japonês.
Um árbitro internacional desde 1998, Kamikawa, apitou uma partida na Copa do Mundo de 2002 e três da Copa do Mundo de 2006. Aposentou-se em 2007.